# Ashcan School

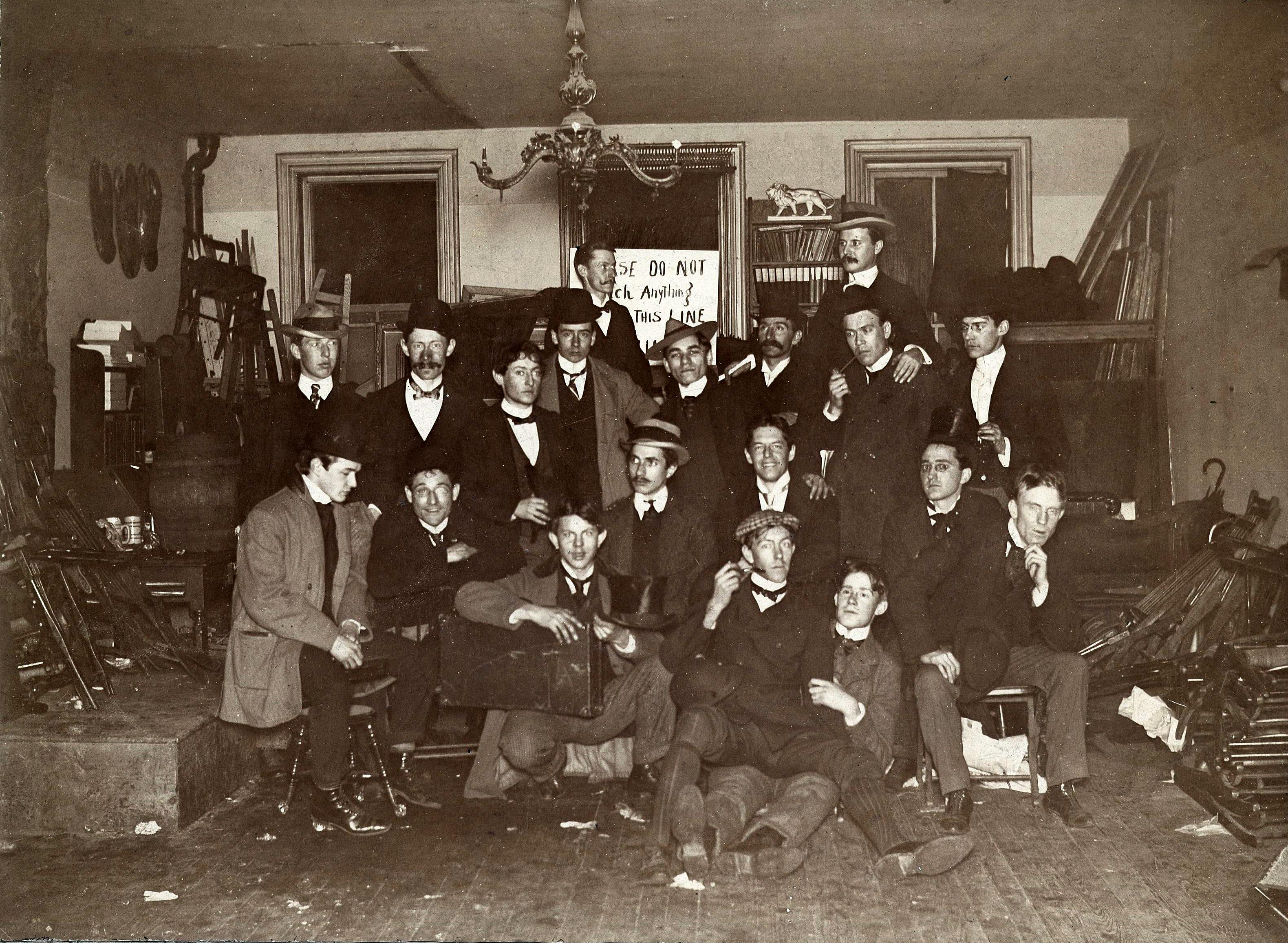
Ashcan School, konstnärer och vänner i John French Sloans studio i Philadelphia, 1898.

Ashcan School, ihopskrivning av Ash Can School vilket ungefär blir soptunneskolan, var en realistisk konstnärlig rörelse i USA i början av 1900-talet. Den gjorde sig speciellt känd för att återge scener från vardagslivet i  New Yorks fattigkvarter.
Rörelsen är nära sammankopplad med den åttahövdade konstnärsgruppen the Eight som hade fem medlemmar som var anslutna till Aschcan School. De fem, William Glackens (1870-1938), Robert Henri (1865-1929), George Luks (1867-1933), Everett Shinn (1876-1953) och John French Sloan (1871-1951), var alla före detta elever till hos Thomas Pollock Anshutz på Pennsylvania Academy of the Fine Arts. Övriga medlemmar i The Eight var Arthur B. Davies (1862-1928), Ernest Lawson (1873-1939) och Maurice Prendergast (1859-1924). 
Konstnärerna i Ashcan School opponerade sig mot den bildade, förnäma och tillrättalagda amerikanska impressionismen som var den framträdande konsten i USA vid den här tiden. Konstnärerna arbetade med mörka toner, och avbildade spontana ögonblick med prostitution, alkoholism, trångboddhet och boxnings- och brottningsmatcher. Gruppens fokus på samhällets baksida, fattigdomen och stadslivets vardag gjorde att dåtidens kritiker placerade den vid utkanten av den samtida moderna konsten och det gav rörelsen dess namn. 

## Galleri

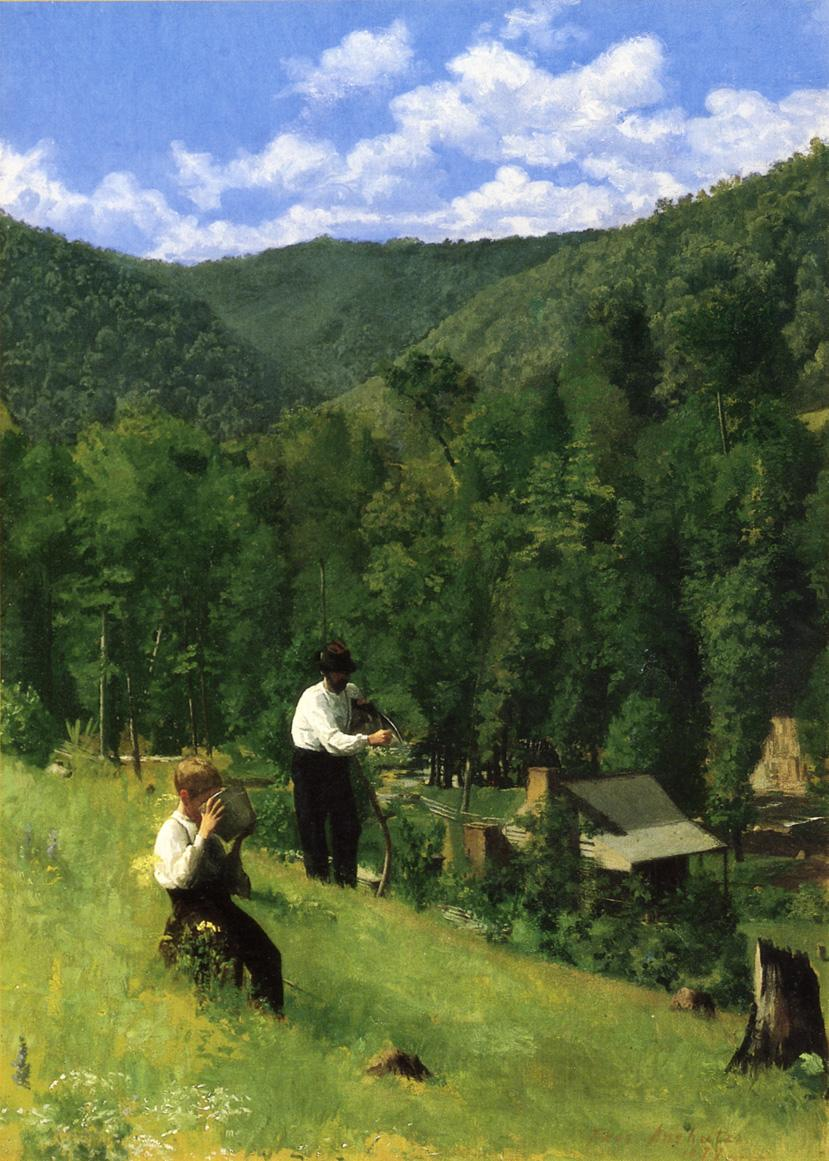
Thomas Pollock Anshutz, The Farmer and His Son at Harvesting, 1879. Thomas Pollock Anshutz var lärare för fem av medlemmarna i Ashcan School.
Robert Henri, Snow in New York, 1902, National Gallery of Art, Washington, DC.
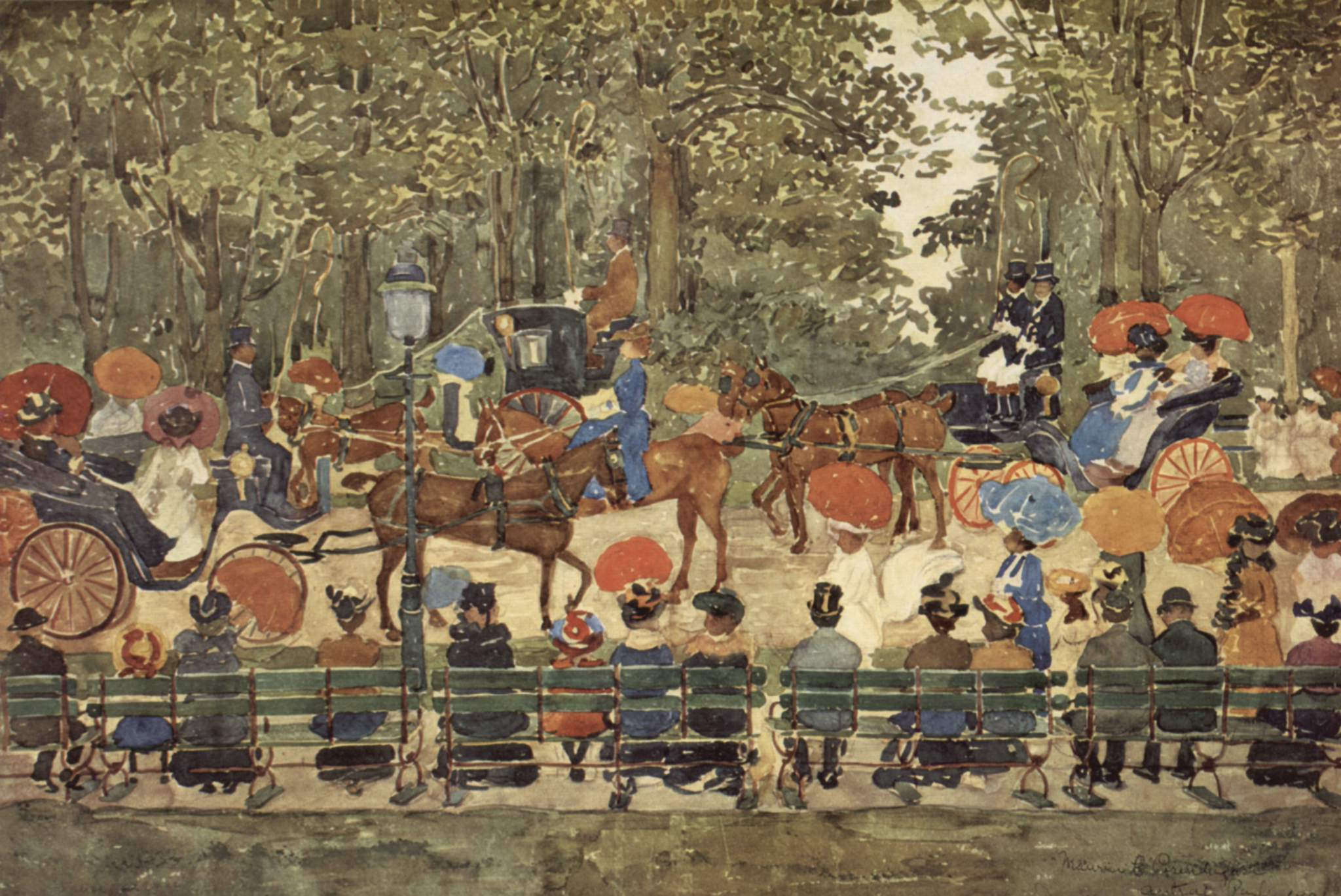
Maurice Prendergast, Central Park, New York  1901, Whitney Museum of American Art.
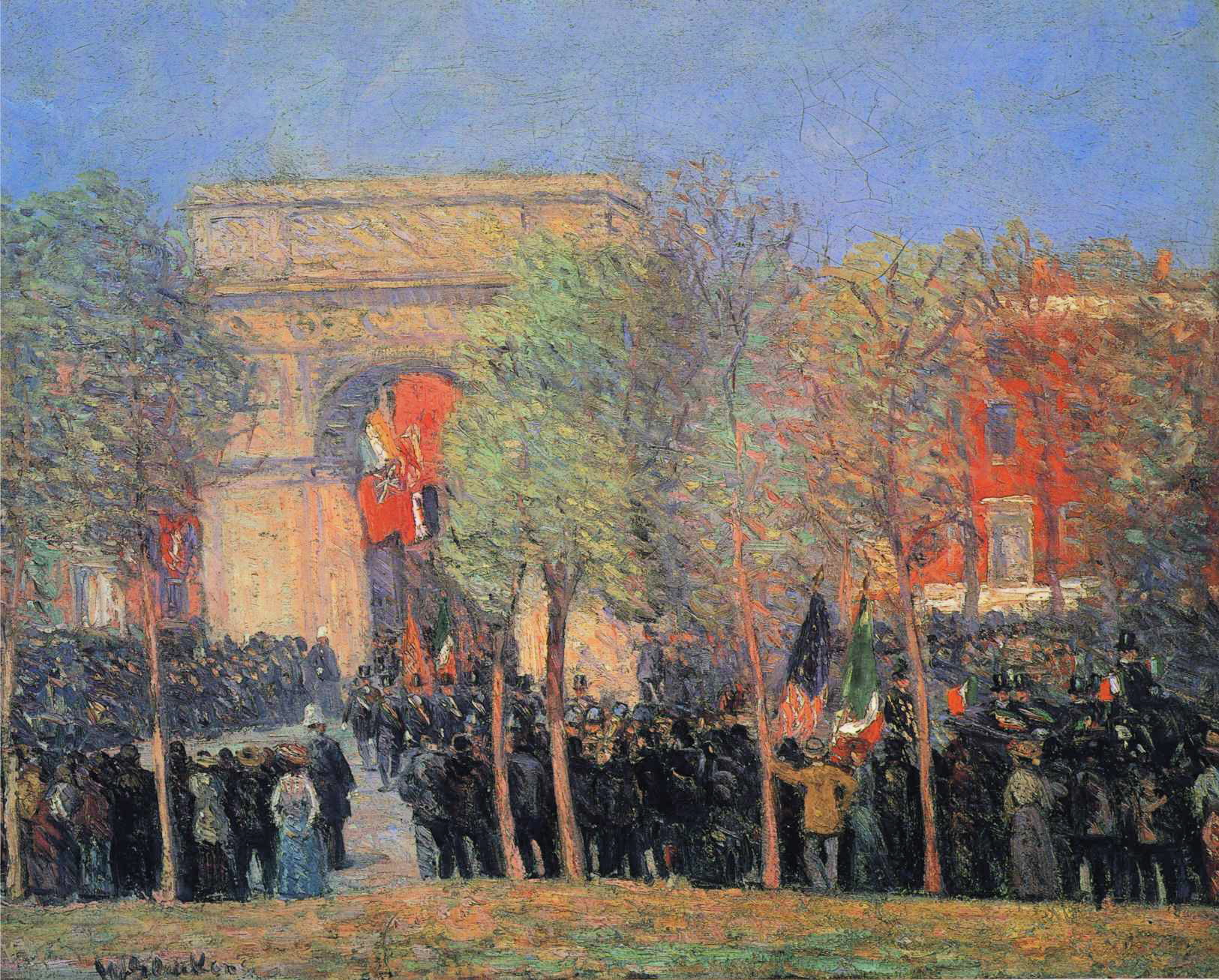
William Glackens, Italo-American Celebration, Washington Square, 1912, Boston Museum of Fine Arts.
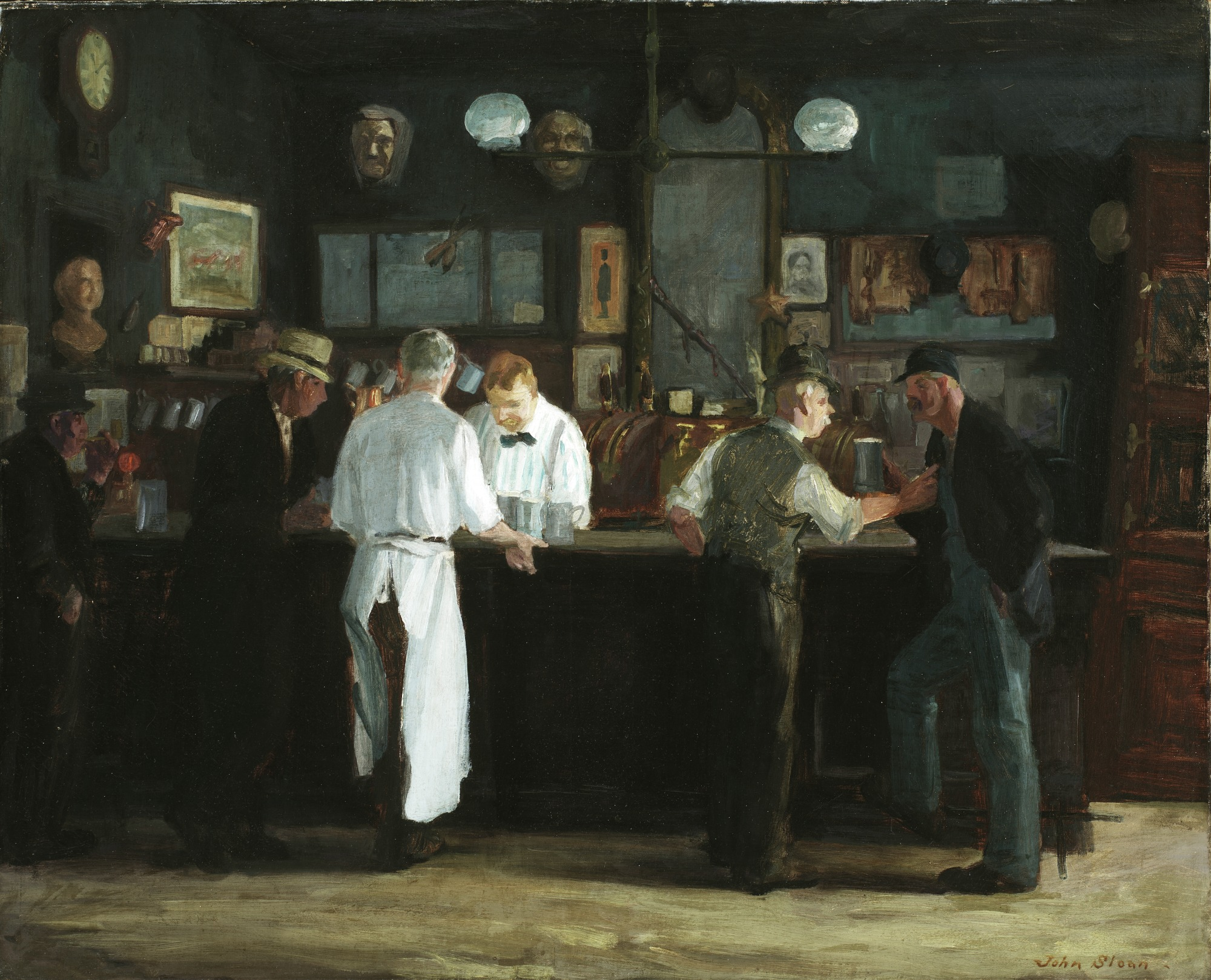
John French Sloan, McSorley's Bar, 1912, Detroit Institute of Arts.
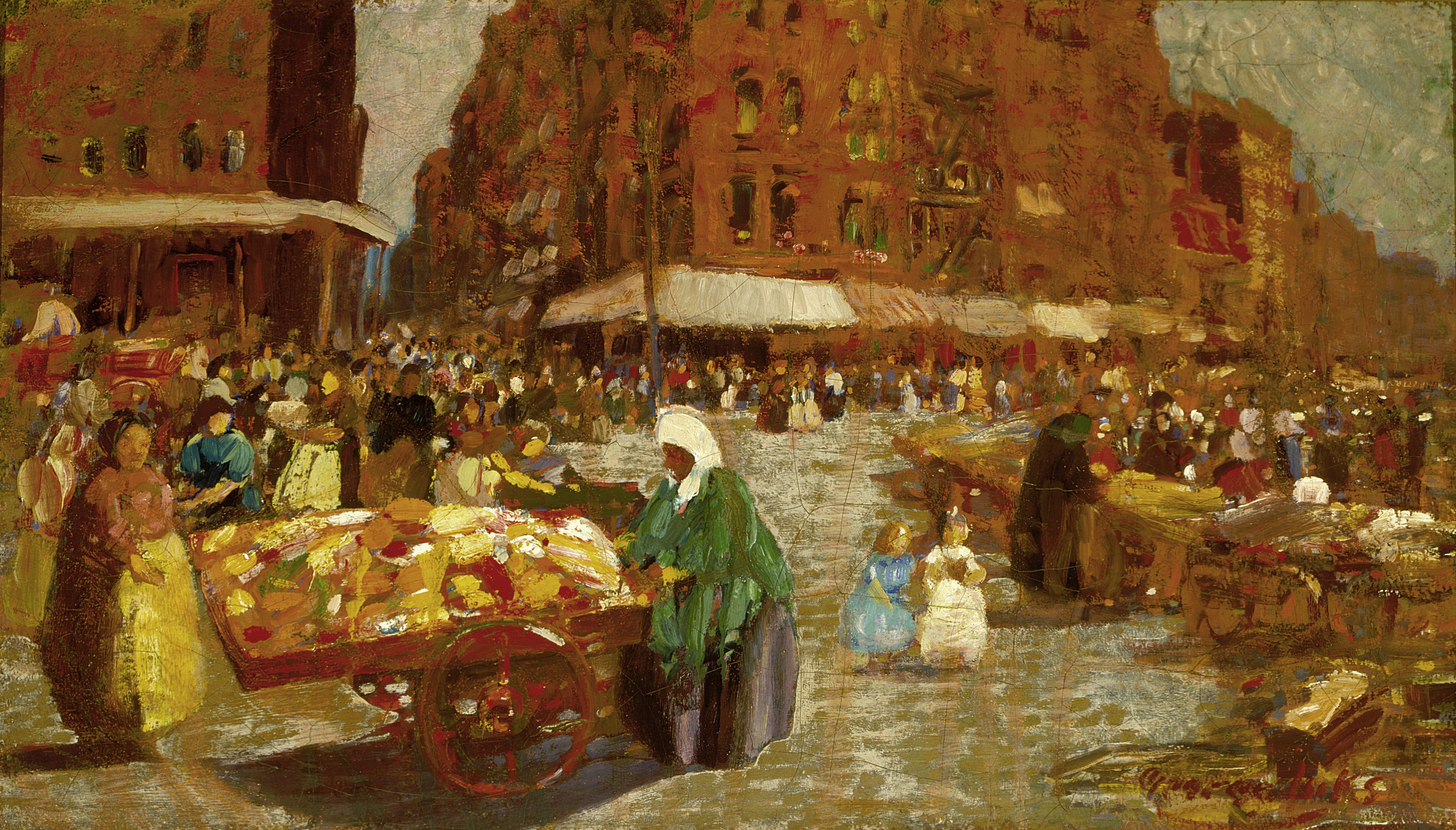
George Luks, Houston Street 1917, Saint Louis Art Museum.
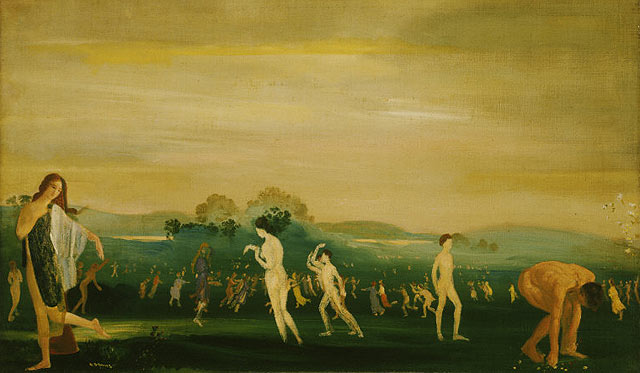
Arthur B. Davies, Elysian Fields, The Phillips Collection, Washington, DC.
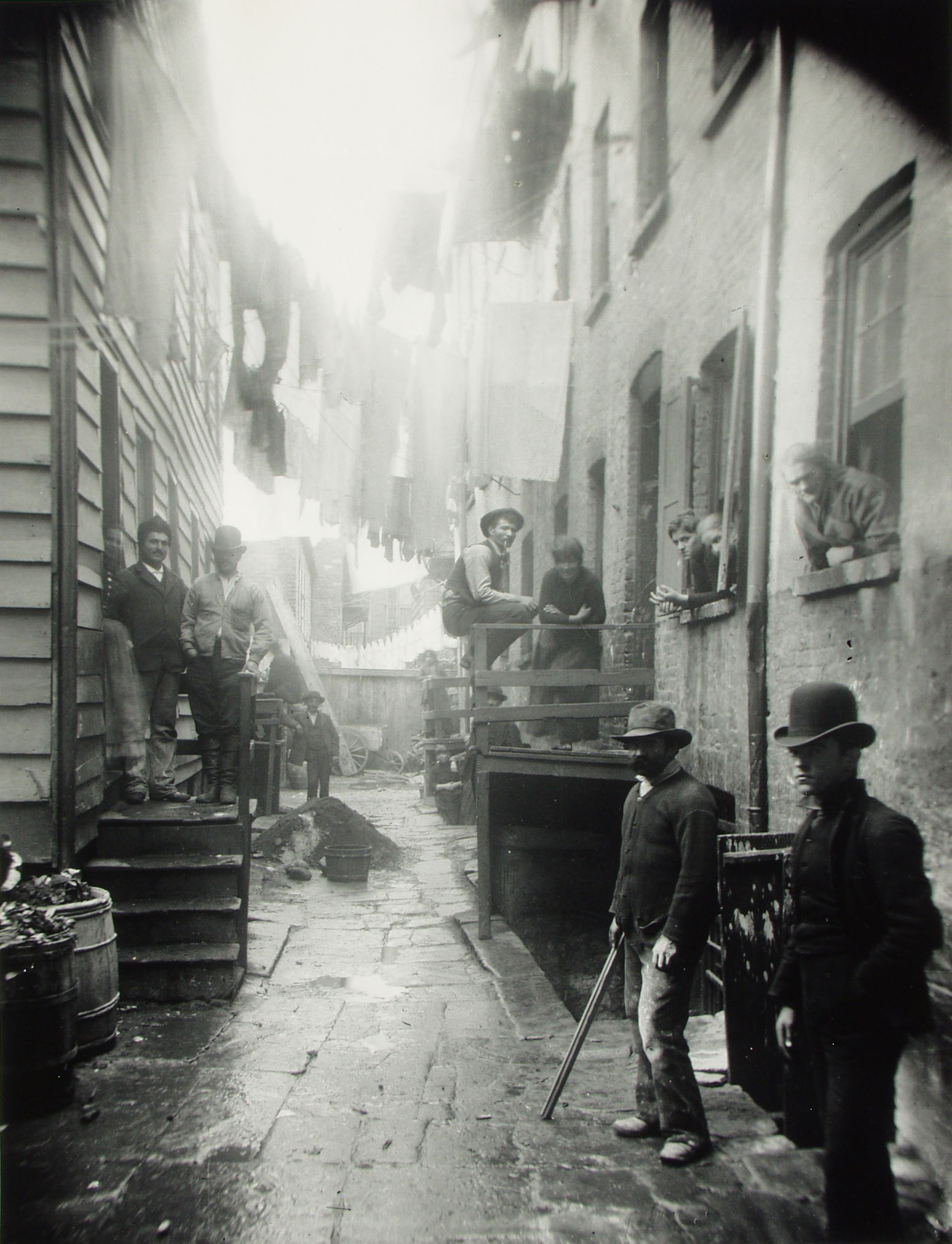
Jacob Riis, Bandit's Roost 1888, fotografi.